# Jean-Louis Poignot
Jean-Louis Poignot est un homme politique français né à une date inconnue et décédé le 21 janvier 1791 à Paris.
Marchand mercier à Paris, il est élu député du tiers état aux États généraux de 1789 pour la ville de Paris. Il vote avec la majorité et devient secrétaire de l'assemblée en novembre 1790. Il meurt au cours de la session.

## Source partielle
« Jean-Louis Poignot », dans Adolphe Robert et Gaston Cougny, Dictionnaire des parlementaires français, Edgar Bourloton, 1889-1891 [détail de l’édition]